# Landéhen
Landéhen (bret. Landehen) – miejscowość i gmina we Francji, w regionie Bretania, w departamencie Côtes-d’Armor.
Według danych na rok 1990 gminę zamieszkiwało 941 osób, a gęstość zaludnienia wynosiła 80 osób/km² (wśród 1269 gmin Bretanii Landéhen plasuje się na 596. miejscu pod względem liczby ludności, natomiast pod względem powierzchni na miejscu 773.).